# خورخي كورتيز
خورخي كورتيز (بالإسبانية: Jorge Cortez)‏ هو لاعب كرة قاعدة بنمي، ولد في 4 سبتمبر 1972 في بنما في بنما.

## وصلات خارجية
- خورخي كورتيز على موقع دوري كرة القاعدة الرئيسي (الإنجليزية)
- خورخي كورتيز على موقعبيزبول رفرنس.كوم (الدوري الثانوي) (الإنجليزية)